# Sonate pour piano no 2 de Rachmaninov
Pour les articles homonymes, voir Sonate pour piano.
La Sonate pour piano no 2 en si bémol mineur, opus 36 de Sergei Rachmaninov a été écrite entre janvier et août 1913 à Rome et en Russie. Elle est contemporaine de sa symphonie chorale Les Cloches,
et est dédiée à Matvei Pressman, ami d'enfance et élève comme Rachmaninov dans la classe de piano de Nikolai Zverev.
La première eut lieu à Moscou le 16 décembre 1913 par le musicien au clavier.
Rachmaninov comparait son œuvre avec la  Sonate pour piano no 2 op. 35 de Frédéric Chopin, dont il était un grand admirateur. C'est pourquoi elle est écrite dans la même tonalité : si bémol mineur. Il disait même que Chopin avait réussi à tout dire en dix-neuf minutes. C'est pourquoi il jugeait sa sonate trop longue et la révisa en 1931, la raccourcissant notablement en y ôtant près de 120 mesures (soit près du tiers de la partition). La nouvelle version est plus aérée et moins virtuose, mais Rachmaninov laissa les interprètes libres face aux deux versions.
De forme classique, comme la Sonate pour piano no 1, elle comporte trois mouvements (vif-lent-vif) et présente le même foisonnement de thèmes et d'ébullition rythmique. Elle évoque l'avenir très noir d'une Russie dévastée, que l'on perçoit surtout dans les deux premiers mouvements.
Son exécution (version 1913) demande environ une demi-heure :
- Allegro agitato
- Non allegro. Lento
- Allegro molto

Ultérieurement d'autres pianistes jugèrent que la version de 1913, trop longue, a été incorrectement élaguée en 1931 et proposèrent leur propre vision. On peut citer celle de Vladimir Horowitz ou celle d'Hélène Grimaud.